# Reserva natural de Botcha
La reserva natural de Botcha (en ruso: Ботчинский заповедник; también conocida como Botchinsky) es una reserva natural estricta (un 'Zapovédnik') de Rusia. Es la reserva más septentrional habitada por el tigre siberiano (Panthera tigris altaica) en peligro de extinción. La reserva está localizada en la parte nororiental de la cordillera de Sijoté-Alín; incluye la cuenca del río Botchi en sus laderas orientales. La reserva se encuentra a unos 120 km al sur de la ciudad portuaria de Sovetskaya Gavan en el distrito administrativo (raión) de Sovetsko-Gavansky en el krai de Jabárovsk. La reserva fue creada en 1994 y cubre un área de 267 380 ha (1032,4 mi²).

## Topografía
La reserva de Botcha está formada por un terreno de crestas y estribaciones montañosas, que abarca parte de la cuenca del río Botcha. El delta del Botcha durante los últimos 10 km antes de su desembocadura, se encuentra fuera de los límites de la reserva. La reserva forma, aproximadamente, un rectángulo paralelo a la costa este de Rusia, que corre hacia el suroeste-noreste, con 80 km de largo y 50 km de ancho.
La reserva en sí está separada del estrecho de Tartaria del Mar del Japón por una franja costera de unos 10 km de ancho. Al otro lado del estrecho hacia el este se encuentra el centro de la isla de Sajalín. El terreno es montañoso en las partes occidentales de la reserva, descendiendo por las estribaciones orientales de la cordillera central Sijoté-Alín hasta el mar. El río Botcha fluye hacia el sureste y es un río de montaña sinuoso con fondo rocoso.

## Clima y ecorregión
La reserva natural de Botcha se encuentra en la ecorregión de Bosques latifoliados y mixtos de Ussuri, que se centra en la cuenca media del río Amur, en el Lejano Oriente ruso. Las principales especies forestales que se pueden encontrar en la ecorregión son especies mixtas de hoja ancha como el fresno de Manchuria (Fraxinus mandshurica) y el olmo japonés (Ulmus propinqua) en las tierras bajas, los bosques de pino coreano (Pinus koraiensis) y de hoja ancha en las elevaciones medias, y los abetos y piceas hasta los niveles subalpinos.
El clima de la región es continental húmedo, verano cálido (clasificación climática de Köppen (Dfb)). Este clima se caracteriza por grandes oscilaciones de temperatura, tanto diurnas como estacionales, con veranos templados e inviernos fríos y nevados.El clima de la reserva es más frío que las otras reservas más al sur de la región marítima, debido a los efectos refrescantes del mar. Los veranos son cortos, húmedos y con niebla, con una temperatura media en julio de 13,8 °C.

## Flora y fauna
La reserva está formada principalmente por bosques, con taiga de abetos y pinos, mientras que en aquellos lugares donde el suelo ha sido despejado por incendios forestales, crecen bosques de abedules y alerces. El sotobosque en las tierras bajas pantanosas presenta rododendros y arándanos. La reserva es conocida como un lugar donde se puede encontrar plantas fosilizadas del Terciario Superior (es decir, sus huellas impresas en la roca).
La fauna está representada por 42 especies de mamíferos, 200 especies de aves, 4 especies de anfibios y reptiles y 14 especies de peces. Los lepidópteros (más de 1100 especies) son los mejor estudiados entre los invertebrados. Entre los mamíferos destacan, el ciervo de Manchuria (Cervus canadensis xanthopygus), el corzo siberiano (Capreolus pygargus), el ciervo almizclero siberiano (Moschus moschiferus), el oso pardo (Ursus arctos), el lince (Lynx lynx), la marta cibelina (Martes zibellina) y la nutria (Lutra lutra). Entre las raras especies de aves aquí presentes mencionamos la grulla monje (Grus monacha). El río Botchi y sus afluentes son importantes lugares de desove para el salmón rosado (Oncorhynchus gorbuscha) y el salmón chum (Oncorhynchus keta) y también albergan truchas, salvelino y tímalos.

## Ecoeducación y acceso
Al tratarse de una reserva natural estricta, la reserva natural de Botcha está en su mayor parte cerrada al público en general, aunque los científicos y aquellas personas con fines de «educación ambiental» pueden hacer arreglos con la administración del parque para realiza visitas guiadas. La reserva permite excursiones «ecoturísticas» al público en general con ciertas limitaciones en ciertas rutas acompañados por guardabosques de la reserva, pero requiere que la solicitud de permisos se realice con anticipación para su aprobación. La oficina principal de la reserva está en la ciudad de Grossevichi en la desembocadura del río Botchi, en la costa.